# 阿爾瓦·古爾斯特蘭德
阿爾瓦·古爾斯特蘭德（Allvar Gullstrand，1862年6月5日—1930年7月28日），出生於蘭斯克魯納，逝世於斯德哥爾摩。是一位瑞典眼科醫師。
1894年到1927年間，古爾斯特蘭德在乌普萨拉大学擔任眼科與光學教授。他將光學上的物理與數學原理用來研究眼睛裡的光線折射等現象。在1911年因為對於眼睛的光學研究而獲得諾貝爾生理學與醫學獎。
1905年，他入選瑞典皇家科學院成員，並擔任諾貝爾物理獎之評獎委員，於此期間，他反對愛因斯坦因為相對論方面的貢獻得到諾貝爾物理獎。愛因斯坦後來是因為光電效應的貢獻得到諾貝爾物理獎。
古爾斯特蘭德也因為對散光以及檢目鏡（ophthalmoscope）研究著名。